# BOMBER GIRL (漫画)
『BOMBER GIRL』（ボンバーガール）はにわのまことによる日本の漫画作品。
1993年に発表された読切から始まり、多数の「BOMBER GIRL」を冠する作品が発表されている。

## シリーズ
BOMBER GIRL（読切版）
1993年に『週刊少年ジャンプ (WJ)』増刊 Spring Specialに掲載。
内容は約500年後の荒廃した世界で、涅槃送りこと用心棒エミーと王国兵士カオル・ガイ師弟が誘拐された姫君を救いにゆくアクションものであり、作者初の“脱ギャグ”作品。短編集『闘神スサノオー』に収録。
BOMBER GIRL（連載版）
1994年に『WJ』で連載開始。コミックス全1巻（集英社）。
BOMBER GIRL CRUSH!
2000年より『ヤングコミック』で不定期連載された続編。青年誌とあってヌードなどのエロスシーン、バイオレンスシーンが増大してある。
『ヤングコミック』連載開始後、途中『ヤングキング』で2話掲載し、『ヤングコミック』に戻り連載を終える。コミックス全3巻（少年画報社）。
BOMBER GIRL完全版
2002年に初期作の最終話以降と「CRUSH」を繋げる番外編を加えた『BOMBER GIRL完全版』全2巻が発売（少年画報社）。
なお、番外編は「CRUSH」連載版でCRASH版コミックス未収録になっている回であり、エロスシーンが幾分多めになっている。
BOMBER GIRL XXX
2004年に『ヤングキング』にて続編『BOMBER GIRL XXX』が連載。前作と比べエロスシーンは減る。コミックス全3巻（少年画報社）。

## あらすじ
凶悪犯罪都市となった20XX年の大都市・東京では凶悪な犯罪者は生死を問わず、捕らえた者には国から賞金がでる賞金首制度が制定されていた。賞金稼ぎの中でも異彩を放つ特殊装備自警団「STAD」は、賞金首犯罪には武装が許されるプロ集団で、警視庁でも手に負えない凶悪犯罪に対処する。そんなある日、STADメンバー・黒崎ガイが仲間と共に凶悪犯に応戦していると、謎の美女・羅生門エミーが颯爽と現れ賞金首をあっという間に片付けていた。

## 登場人物
羅生門エミー
賞金首ハンター。グラマーな肉体と美貌にセクシーコスチュームをまとい、銃や短刀などにも変形するカスタムトンファー・夜叉丸を武器に賞金首を狩りまくる。
性格は自ら悪事を行ったりすることの無い無邪気かつ能天気な性格であるが、かなりのサディスト。悪党は完膚無きまでに叩きのめし、命乞いされても殺すことには何の抵抗も無い。そればかりか、いつも気持ち良さそうに楽しんでさえいる。また金にはがめつく、押しかけ用心棒として被害者からも高額報酬を巻き上げたりもしているが、子供には優しいという一面も持つ。
悪党共を合法的にしばきつつ、高額賞金で遊興費まで稼げる賞金稼ぎは彼女にとって趣味と実益を兼ねたまさに天職。
悪魔さえ誘うと言われるその魔性の美貌は戦闘中のテロファイターすら魅了し、作品初期にはロクな戦闘行動すら取れないまま彼女の餌食となる者も多かった。しかし本来なら屈強な男たちですら死と隣合わせの「賞金稼ぎ」という危険な仕事を、組織にも属さずほとんど遊び感覚で行う彼女の身体能力は明らかに超人的であり、色仕掛けに頼らずとも（本当は武器すら用いず）正面からテロファイターを殲滅するのに十分な戦闘力を持っている（マグナムから発射された弾丸に記された文字を静止画のように読み取る動体視力、鉄扉を飴のように捻じ曲げる怪力など、どれもこれも人間離れしている）。
また、初期の戦闘では戦闘服（本人はバトルドレスと呼んでいる）の胸部にとげのついたアーマーを装備しており、本気になったりした場合にそのアーマーを飛ばし肩に装備しなおす描写（第1話バルカン砲を受けた後。第２話トルネードシックルをくらって足を負傷後立ち上がった後）が見られたが、その後登場時には胸アーマー、戦闘場所到着後肩アーマー（第３話）になったりして、肩アーマーから戦闘開始になっていった。
また、CRUSHになると戦闘服もデザインが若干変更され、胸部には天使の模様、首部にはどくろ、さらにアーマー部には炎が描かれるようになった。
本人と相手との圧倒的な戦力差がよく調子に乗ることもあり、一瞬のスキを突かれたりして状況が不利になることもある（本人の実力の割によく負傷していたり洗脳されてたりする）。
住所はマンション「百獣の王」の403号室でガイとは隣同士。
レズ寄りのバイセクシャル。
黒崎ガイ
「STAD」隊員。17歳。凶悪事件により警官であった兄が殺されたのをきっかけに「STAD」に加入。まだ新米だが、真面目で正義感にも溢れ将来を有望視されている。普段はハンドガンを使用するが、生前の兄から教わったという格闘術にも長け、一般レベルとしてはかなりの戦闘力である。ある事件で現場に出現したエミーに一目惚れ。マンションでは隣同士であり、彼女にいつもいいように使われているがお互いにまんざらでもなさそうである。
空中ミナコ
エミーと同じような武装ができる女子高生テロファイター。17歳。背中から金属製の翼を開き自由に空を飛ぶことができるフライングガール。他にもシャーペンなどの文房具、学生カバンにぬいぐるみなど女子高生らしい持ち物を武器化して戦う。普段は都立にじます高等学校に通う高校2年生の少女で貧乳がコンプレックス。
初登場時（第四話）はエミーの刺客として送られたが、危ないところをエミーに助けられてから「お姉さま」と慕うようになる。やがてエミーの良き相棒（成年誌ではレズ奴隷）となる。
由美カオル
「STAD」リーダー。一見、女らしい名前だがドレッドヘアーの屈強の男性である。
部下全員の部屋を普通に盗聴していたり、ノリでいきなりマシンガンを放ち、「どぇい、隊長だからなにやったっていいんだいっ」と開き直って見せたりと結構お茶目な面を持つ。
登場以来、エミーのことをSTADの商売敵として忌み嫌っている。また、女子高生の空中ミナコに惚れている。

### 犯罪組織 “メガリス”
圧倒的なカリスマ性を持つ総統ザインを頂点とし、201X年の東京を恐怖のどん底にたたきこむ巨大テロ集団。メガリステロファイターと呼ばれる構成員は一人一人が恐るべき戦闘能力を持ち、神出鬼没。警察単独での制圧はほぼ不可能なため、政府はこれらのメンバーの首に高額の賞金を懸けている。
モヒカン男＆ヘルメット男（第一話）
物語冒頭に登場。夜の路地裏で大手下着メーカーの社長（百田ロベルト）を気持ち良く痛めつけていた名も無き2人組。
2人とも荒々しい風貌で、先端に鉄球の付いた棍棒や青竜刀を持ち歩いている。
いきなり登場したエミーに誘惑されると、一切の迷いも疑いもなく武器を放り出しエミーに駆け寄り、改造トンファー夜叉丸の一撃で目玉や脳ミソを路上にぶちまけた。
バルカン留吉（第一話）
仲間2人と共に、幼稚園児の乗ったバスを乗っ取り、警察に対しメガリスのメンバー12人の釈放を要求したテロファイター。32歳、賞金額800万円。屈強な肉体に加え、股間に装着したバルカン砲を武器に警察はおろかSTADすら全く寄せ付けなかった。しかし、突然乱入したエミーに仲間2人はあっけなく殺され、自身も生まれて初めての死の恐怖を植えつけられた。
油断した隙を突き、自慢のバルカン砲を浴びせるもエミーの超人的な反射神経と動体視力の前には彼女のコスチュームをボロボロにしただけで結局傷一つ負わせることが出来なかった。
最期は改造トンファー夜叉丸・DOS（短刀）モードでのエミーの必殺技「羅生門流・阿鼻叫喚二十文字斬り」をまともに受けて自慢のバルカン砲もろとも原型を留めないほどバラバラに切り刻まれた挙句にその頭はエミーに蹴っ飛ばされた。
留吉の仲間2名（第一話）
バルカン留吉と共にバスジャックに挑んだ名も無き2人のテロファイター。風貌は褐色半裸のスキンヘッドの男としゃくれた長髪の男。
突然乱入したエミーに蹴っ飛ばされ、2人して瀕死のダメージを負うも、エミーの誘惑に一瞬で復活。全く懲りずに2人の合体人間戦車で丸腰のままエミーに向かって行き、再三にわたって吹っ飛ばされる。
最期は空中高く飛び上がったエミーのパンティーを見て丸腰のまま大喜びしているところを、それぞれエミーに勢い良く夜叉丸で頭を割られて死亡した。
クリストファー・クサリガマ（第二話）
対テロリスト用新型化学兵器を開発していた「ブリーフ友の会」の科学者達を次々に暗殺していた神出鬼没のテロファイター。賞金額500万円。左腕に装着したボウガンのように射出可能なクサリガマを武器に戦う。密室のような研究所での殺害や標的の車の運転手にいつの間にか成りすました上での殺害を行うが、最後のターゲット暗殺まであと一歩のところでターゲットの乗る車もろともエミーの「チタン合金製のハイヒール・キック」の嵐を受け失敗（このときエミーはマシンガンのような連続蹴りを高級車に叩き込み、あっという間にこれをスクラップに変えてしまっている）。しかし、ここでも大破寸前の車中から一瞬で脱出し、反撃に転じるなどの離れ業を披露しSTADのメンバーの武器の破壊に成功。エミーとガイとカオル以外を退却させることに成功する。
その後、エミーに接近戦を仕掛けられるが、エミーが見せた一瞬のスキを見逃さず距離を離すことに成功。すかさず構えると射出式のボウガンを竜巻状に放って相手を切り刻むロングレンジの必殺技「トルネードシックル」をエミーにみまい、バルカン砲でも傷一つ負わなかったエミーの脚に歩行困難なほどの深手を負わせ、エミーをダウンさせることに成功。かなり優勢に闘いを進める。負傷しつつ立ち上がったエミーが啖呵を切るも状況を理解させ負傷して動けないエミーに対して距離を保ち、勝利を確信して最後のトルネードシックルを放つが、夜叉丸のもう一つの変形・SMG（サブマシンガン）モードによって形勢は逆転。カマは木っ端微塵に粉砕され、自身も撃ちまくられて死なない程度にボロボロにされる。
最期は戦意を喪失し、ひざまずいてエミーに命乞いするも、舐め切っていたテロファイターに「銭の取れる足」に傷を負わされ激怒したエミーに「死んでわびるのよ!!」と容赦なく頭を割られ、顔の判別もつかない身元不明の死体と化した。
スライム弥太郎（第三話）
政治家の私邸を襲うと自らタレ込んでSTADをおびき寄せ、その壊滅を目論んだ。賞金額2000万円。ほっかむりをしたテロファイター（今までのテロファイターはみんな筋骨隆々の大男だったのに対して弥太郎の体型は小太りであまり強そうには見えない）。しかし、特製の各種スライムを駆使した戦闘力は非常に高く、単独でSTADの壊滅を命じられるだけのことはある。
特製スライムでSTAD、エミー両方の武装をまず封印し、ガイの格闘術で思わぬ反撃を受けるも、秘伝「自らの体をスライム化する法」によってゲル化した体でエミーとSTADのメンバー達を包み込み窒息死させようとした。しかし、エミーの機転で体を強制的に元の人間体に戻され、武器無しの肉弾戦でも十分悪魔的な強さを誇るエミーの「羅生門バックブリーカー」を喰らい全身の骨をへし折られた。
ブルセラ伝八（第五話）
屈強の男性で髪型はモヒカン、グルグル眼鏡にちょび髭という容姿に加え、上半身はセーラー服、下半身はブルマという変態ファッションのテロファイター。プライベートではブルセラショップ「青い珊瑚礁」でオーナーを務めている。
ミナコと共謀し弱点をつくことでエミーを倒そうとした。実際には作戦は不発に終わり、ミナコの寝返りもあって正面からエミーとやり合うことになるも善戦しエミーを追い込む。しかしミナコの機転により技を解かされてしまい、エミーの羅生門流ダブル・トンファー術「羅漢卍固め」を喰らって、全身の骨を砕かれて絶命した。
ピエロ・マルディーニ（第六話）
都内の大型遊園地「アメージングタウン」のピエロだが、その実態はメガリスのテロファイター。
エミーにメンバーを次々と殺られたメガリスが満を持して送り込んだ刺客であり、「人々を驚かせ、欺き、そして笑わせる。奇想天外に現れ、摩訶不思議に殺す」がモットー。高速移動中のジェットコースター「ドラゴン・スクリュー」の上でもまるで平地と変わらないかの如く振舞うことが出来る身体能力を持ち、そのアドバンテージを活かして自分の有利な空間に相手をおびき寄せることで、反撃はおろか、ろくに身動きすらさせない圧倒的な暗殺スタイルから「空間の支配者」と呼ばれる。
まんまとエミー達を「ドラゴン・スクリュー」に乗せ、車体に体をレバーで固定された身動きが取れない状態を襲うが、レバーを怪力で破壊し、自由になった状態でバトルドレスを転送装着したエミーの前には防戦一方。DOSモードで全身を斬りつけられ、鼻も飛ばされ、あっという間に血まみれにされてしまう。「そんな腰の入ってない斬り方じゃー〜〜」などと強がるも、今度はSMGモードでの至近距離からの容赦無い機銃掃射にあえなく「ドラゴン・スクリュー」から転落。
ピアノ線のようなものをとっさに伸ばし、一度は生還。しかし必死にしがみついたままでろくに身動きも取れずにいるところをエミーのスパイク付きハイヒールで手を踏みにじられ、頼みの命綱も切断されてしまったために今度こそ転落。最期の意地でエミーにしがみつき、道連れをはかるもミナコの飛行能力でエミーは救出され、結局は傷一つ負わせることも出来ないまま犬死にした。
デビッド日輪（第八話～十一話）
５，６年ほど前から力をつけてきた団体の長であり、黒崎ガイにとって兄の仇。二人の手下を連れている。潜入したエミーを捕まえるが戦闘服の転送を許し戦闘になる。序盤は二人の手下がマッチョに変身し、あっけにとられたエミーに対しオイルレスリングを仕掛けたことによりエミーを苦戦させるがガイの突撃によりダメージを追う。その後洗脳した信者を使いガイを負傷させるも信者たちはエミーたちの仲間になったクリーム皆川に眠らされる。一度は逃げようとするも、うまくいかず、ダウン
しかし、マインドコントロール用に使用していたコンタクトレンズをエミーに使用しエミーを無力化。ガイと１対１になり、序盤は隠し刃等で再び有利になる。が、結局打ちのめされメガリス本部まで逃走。正気を取り戻したエミーたちに後をつけられ、最後はメガリスの長、ザインによって真っ二つにされた。なお、この時大半のテロファイターは奇襲によって力を出せず、ザインに至ってもエミーのキック一発でのびてしまった。
その後（旧十二話（BOMBERGIRLCRUSH連載時にCRUSHの前日談として掲載、その後少年画報社版BOMBER GIRLに収録））
しかし、この状況を陰で見ていた里鎖ミンクス（ザインを慕う幹部）直々の女テロファイター軍団、後の”ネオ・メガリス”のテロファイターたちにより本部は爆破され羅生門エミー、空中ミナコは行方不明になる。その後数年がたち…
シザース北川（CRUSH１話）
元美容師２８歳。７８件連続の殺人犯。ショートカットの女性のみを襲って殺して犯すといった最低のショートカットフェチ。初戦ではなんだかんだあって生きていた羅生門エミーに押されっぱなしだったがエミーのスキを突き逃走成功。ショートカットに変装したエミーとの再戦では武装前のエミーを服を切り刻み武器の巨大なはさみでエミーのクビをはさみ、あと一歩で切るところまで行く。しかし、エミーのはさみを抑えつつの金的攻撃により悶絶。そのすきに変身（バトルドレス転送）され、自力ではおとり、結局バルカン留吉のような最後を迎えた。
トラッカーオオモリ（CRUSH２話）
本部爆破されたメガリスの残党の一人。走行中の車内で行為中にワザと事故って女を殺し快楽を得る変態。里鎖ミンクスが本部爆破後確保した空中ミナコを強奪し連れまわしているところに羅生門エミーと遭遇、戦闘になる。当初はクラッシュ時のいかなる衝撃も吸収できるように改造した肉体によって攻撃がきかず、逆にエミーの衣服を剥いで反撃、発情させ、これまでの犠牲となった女性たちのようにエミーを始末しようとしたときに由美の助けが入る。その後は変身したエミーに唯一強化できなかった眼球部を狙われ最期はサブマシンガンモードで滅多撃ちにあった。

### 犯罪組織 “ネオ・メガリス”
ザインを慕っていた里鎖ミンクスによって作られた組織。ザインが支配していたメガリスとは違い、女性のテロファイターが目立つ。なお、末期では男性テロファイターも見られた。
ブルーノ・斎藤（CRUSH３話）
ネオ・メガリス（ただしブルーノは新生メガリスと名乗っていた）のテロファイターとしてエミーに襲い掛かった最初のテロファイター。普段は筋肉を自在に操り筋力を高めることのみでVIPを抹殺するように命じられていた。エミーの居場所を発見した里鎖によりエミーとミナコを襲わせた。コンクリートを割って出現し、油断をしてたミナコの足を掴みエミーを挑発する。ミナコを救い出すため接近戦を強いられたエミーはブルーノの両腕にDOSモードの夜叉丸を突き刺しミナコを救出する。そこで調子に乗っていたエミーだったがブルーノは鼻で笑い飛ばす。何がおかしいと聞くエミーだったが夜叉丸（DOSモード）が筋力によって締められ抜けない状態になってしまい、夜叉丸が抜けないことに焦りを見せ無防備になっていたエミーはそのままブルーノのベアハッグをまともに食らってしまう。
あまりの締め付けにさすがのエミーの肉体も血が噴き出し穴が開いていく。この状況にはエミーも「はな・・・してｪ・・・」と悲鳴を上げてしまう。このままやられてしまうのかと思ったときに先ほど助けられたミナコが助けに入る。ミサイル発射後タイミングよく翼を鋭利な刃物にしたスクランダーカッターによってブルーノの筋肉が少ない関節部を狙って足を切断。エミーは救出される。
最後は足を切断され逃げるに逃げられない状況になったブルーノは自慢のボディに穴を開けられて激怒のエミーの「よくもアタシのナイスバディに穴を開けてくれたわねもー女だからって容赦しない・・・つっても女じゃないかっ！」の声と同時に振り下ろされた夜叉丸の一撃によって頭部をかち割られた。なお、戦闘後ボロボロになった胸部をかくすように肩アーマーを胸部に付け替えた様子が描かれている。